# Municipio de Ulysses (condado de Butler, Nebraska)
El municipio de Ulysses (en inglés: Ulysses Township) es un municipio ubicado en el condado de Butler en el estado estadounidense de Nebraska. En el año 2010 tenía una población de 323 habitantes y una densidad poblacional de 3,44 personas por km².

## Geografía
El municipio de Ulysses se encuentra ubicado en las coordenadas 41°5′36″N 97°11′19″O / 41.09333, -97.18861. Según la Oficina del Censo de los Estados Unidos, el municipio tiene una superficie total de 93.86 km², de la cual 93,49 km² corresponden a tierra firme y (0,39 %) 0,37 km² es agua.

## Demografía
Según el censo de 2010, había 323 personas residiendo en el municipio de Ulysses. La densidad de población era de 3,44 hab./km². De los 323 habitantes, el municipio de Ulysses estaba compuesto por el 97,83 % blancos, el 1,55 % eran amerindios y el 0,62 % eran de una mezcla de razas. Del total de la población el 1,24 % eran hispanos o latinos de cualquier raza.